# Haj Aqa Nourollah
Haj Aqa Nourollah (persiska: نورالله نجفی اصفهانی), född 1859 i Esfahan i Persien, död 1927 i Qom, var en persisk shiamuslimsk präst, författare och politisk ledare under Irans konstitutionella revolution. Han var en av de mest inflytelserika religiösa ledarna i Esfahan och en förespråkare för en religiöst grundad konstitutionell stat.

## Uppväxt
Haj Aqa Nourollah föddes 1859 i en framstående religiös familj i Isfahan. Hans far var ayatollan Sheikh Mohammad Baqer Najafi, författare till det teologiska verket Hedayat al-Mosttahsredin. Hans farmor var dotter till Sheikh Mohammad Jafar Kashef al-Qeta’, som i sin tur härstammade från Malek-e Ashtar al-Nakha’i, en av Alī ibn Abī Ṭālibs mest kända fältherrar.[källa behövs]
Efter avslutade studier i islamisk vetenskap blev han mujtahid, det vill säga en rättslärd med rätt att tolka religiös lag.

## Aktivism
Haj Aqa Nourollah var en uttalad kritiker av den utländska inblandningen i Iran under Qajardynastin, särskilt från Storbritannien och Ryssland. Han motsatte sig också shahens tyranni och de orättvisor som drabbade folket.
Han deltog aktivt i Tobaksprotesten (1309 AH / 1891–92), som var en av de första massrörelserna mot det kungliga enväldet och västerländskt inflytande. Under mer än femtio år var han en av de ledande motståndarna till absolutismen i Iran – fram till Reza Shah Pahlavis maktövertagande (1346 AH / 1927).
I slutet av sitt liv motsatte sig Haj Aqa Nourollah Reza Pahlavis auktoritära styre. År 1927 (1346 AH) organiserade han ett uppror mot kungamakten. Upproret ledde till att hundratals framstående lärda och präster samlades i Qom i protest. Han dog kort därefter och betraktas i vissa kretsar som martyr. Över 80 år efter hans död gjordes huset där han bodde till ett museum som visar upp hans livsverk.

## Sociala initiativ
Förutom sitt religiösa och politiska engagemang genomförde Haj Aqa Nourollah flera sociala och kulturella projekt. Bland annat främjade han användningen av inhemska produkter i protest mot utländska varor, grundade islamiska sjukhus och barnhem (’‘yatimkhaneh’’), introducerade konceptet ‘‘qeraatkhaneh’’ (offentliga läsrum),  och startade tidningen Safa Khaneh, knuten till ett center för dialog mellan muslimer och kristna.

Under första världskriget kallade han till jihad mot Ryssland och Storbritannien, och protesterade öppet mot de koloniala avtalen från 1915 och 1919 som slöts av politiker som Vosough od-Dowleh.